# Grammia strigosa
Grammia strigosa är en fjärilsart som beskrevs av Richard Harper Stretch 1906. Grammia strigosa ingår i släktet Grammia och familjen björnspinnare. Inga underarter finns listade i Catalogue of Life.